# Aziatische pijltandheilbot
De Aziatische pijltandheilbot (Atheresthes evermanni) is een straalvinnige vis uit de familie van schollen (Pleuronectidae), orde van platvissen (Pleuronectiformes). De vis kan een lengte bereiken van 100 centimeter.

## Leefomgeving
Atheresthes evermanni is een zoutwatervis. De soort komt voor in gematigde wateren in de Grote Oceaan op een diepte van 20 tot 1200 meter.

## Relatie tot de mens
Atheresthes evermanni is voor de visserij van aanzienlijk commercieel belang. In de hengelsport wordt er weinig op de vis gejaagd.